# برادران بی‌نظیر (فیلم ۱۹۸۹)
برادران بی‌نظیر (به تامیلی: Apoorva Sagodharargal) فیلمی هندی محصول سال ۱۹۸۹ و به کارگردانی سینگیتام سرینیواسا رائو است. در این فیلم بازیگرانی همچون کمال حسن، جایشانکار، ناگش، گائوتامی، مانوراما، سریویدیا و نثار ایفای نقش کرده‌اند.